# Palette (IU)
Palette (팔레트?, PalleteuLR) è il quarto album in studio della cantante sudcoreana IU, pubblicato nel 2017 dall'etichetta discografica Fave Entertainment.

## Tracce
1. Dlwlrma (이 지금?, I jigeumLR) – 2:56
2. Palette (feat. G-Dragon) (팔레트?, PalleteuLR) – 3:37
3. Ending Scene (이런 엔딩?, Ireon endingLR) – 4:09
4. Can't Love You Anymore (feat. Oh Hyuk) (사랑이 잘?, Sarang-i jalLR) – 3:15
5. Jam Jam (잼잼?, Jaem JaemLR) – 3:38
6. Black Out – 3:47
7. Full Stop (마침표?, MachimpyoLR) – 3:56
8. Through the Night (밤편지?, Bam pyeonjiLR) – 4:13
9. Love Alone (그렇게 사랑은?, Geureohke sarang-eunLR) – 4:41
10. Dear Name (이름에게?, Ireum-egeLR) – 4:49

## Classifiche
| Classifica (2017) | Posizione massima |
| ----------------- | ----------------- |
| Corea del Sud     | 1                 |